# 예천전단대

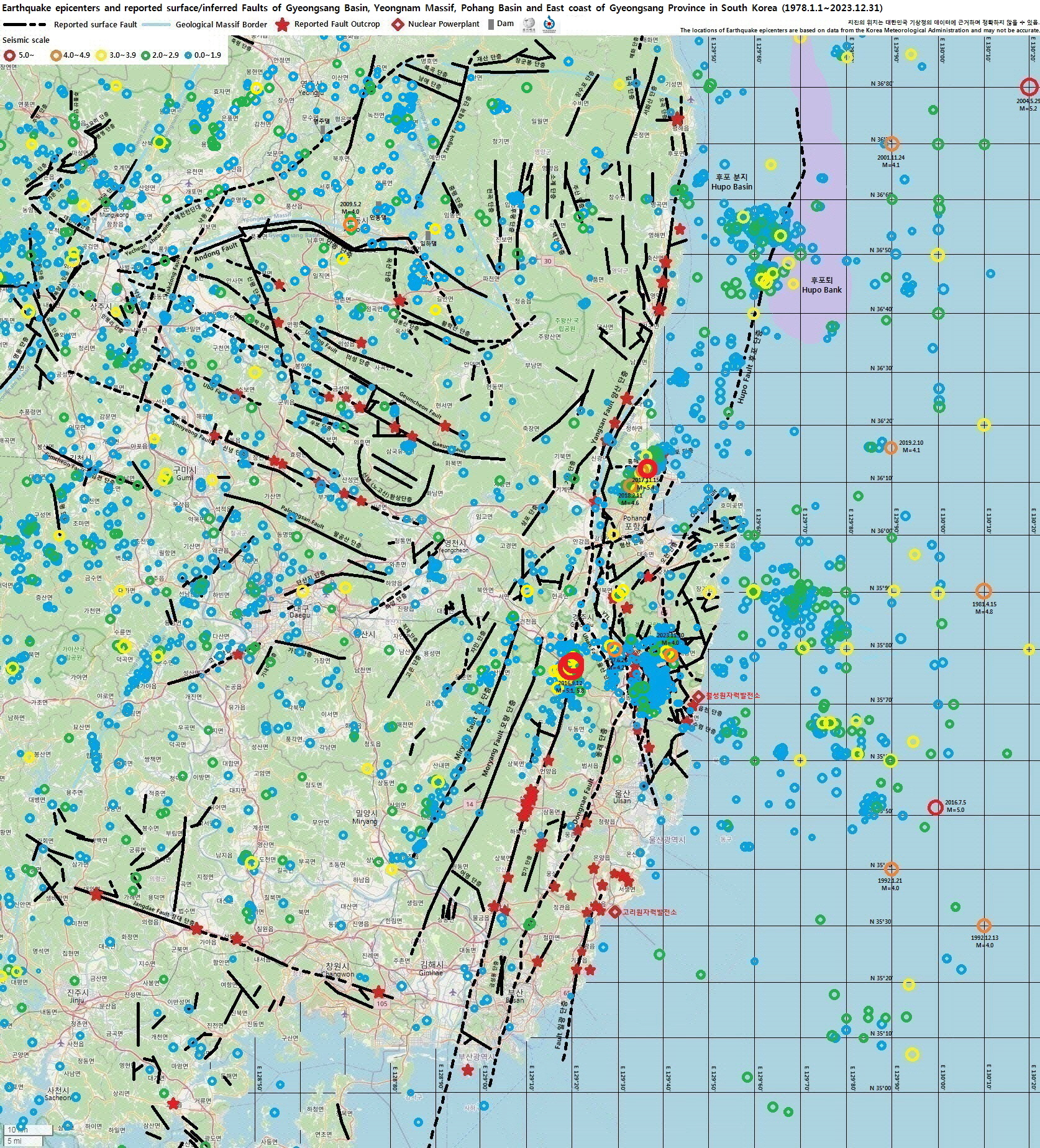
영남 육괴 북동부 예천전단대

예천전단대(醴泉剪斷帶, Yecheon Shear Zone)은 대한민국 경상북도 영남 육괴 내 상주시에서 울진군까지 서북서-동남동 방향으로 발달하는 전단대이며 호남전단대의 일부이다. 예천전단대를 따라 선캄브리아기 편마암이 발달하며 예천전단대의 폭은 3.5 km, 연장은 100 km 정도이다.

## 개요
예천전단대는 경상북도 상주시 함창읍 일대에서 호남전단대로부터 분리되어 서남서-동북동 방향으로 예천군 남부와 영주시 평은면을 지나 봉화군 상운면에서 주향을 동-서로 전환하여 장군봉을 지나 영양군~울진군 지역의 기성층 분포지로 3.5 km 폭으로 100 km 연장된다. 예천전단대를 따라 선캄브리아기 편마암이 발달하고 그 양쪽으로 화강암이 있으며 편마암 내부에 박층의 석회암과 규암이 협재된다. 전단대 내 압쇄엽리의 방향은 북동 50° 주향에 북서쪽으로 70° 정도 경사진다.

### 생성 시기
김성원 외(2009)는 봉화군 명호면 지역의 예천전단대에서 SHRIMP U-Pb 저어콘 연대측정을 실시해 호남전단대가 쥐라기 중기부터 백악기 초까지 다중변형(multi-stage deformation)을 겪었음을 보고하고, 이에 근거하여 호남전단대의 형성이 남중국 및 북중국 강괴의 충돌보다는 이자나기판의 섭입과 밀접한 연관이 있을 것으로 해석하였다. SHRIMP U-Pb 저어콘 연대 측정을 실시하여 영주 화강암은 187 Ma, 예천전단대의 형성 시기를 약 179~178 Ma (쥐라기)로 추정하였다.

## 지역별 지질

### 상주시~예천군
상주시 함창읍 신덕리에서 금곡리, 문경시 영순면 율곡리, 말응리, 회룡포, 예천군 개포면 신음리, 동송리를 지나 예천군 호명읍 월포리 지역까지는 가운데에 금곡리 편암이 분포하고 그 북쪽에 호상 편마암이, 남쪽에 석영-장석편마암이 띠 형태로 분포한다. 금곡리 편암은 백운모 석영-장석 편암, 석영편암, 녹니석편암 등으로 구성되며 박층의 결정질 석회암이 협재된다. 남북의 편마암과는 점이적인 관계이며 편리의 주향은 북동 50~80°, 경사는 북서 50~70° 이다. 예천군 보문면 우래리 학가산 지역에서는 박층의 석회암을 협재하는 선캄브리아기 편마암이 가운데 있고 그 양쪽으로 변형된 화강암이 있다.

### 영주시
안동시 북후면~영주시 평은면 지역은 영남 육괴에 위치해 선캄브리아기 편마암과 쥐라기 대보 화강암으로 구성되며, 초압쇄암이 북후면 두산리의 불로봉(482 m)과 평은면 오운리의 박달산(579 m) 북부를 통과하고 이를 따라 선캄브리아기 변성퇴적암이 분포한다. 변성퇴적암과 화강암에서는 압쇄구조면과 신장선구조가 나타나며 불로봉 남동부에서는 압쇄구조면이 습곡되어 있다. 또한 영주시 평은면 오운리 지역에서 북북동-남남서 방향 단층에 의해 절단된다.

### 봉화군
예천전단대는 봉화군 상운면에서 주향을 동-서 방향으로 전환하여 장군봉 지역을 지난다. 봉화군 상운면 지역에서 예천전단대를 따라 발달하는 선캄브리아기 원남층군은 니질 내지 사질 기원의 편마암, 백운모-석영편암, 석회암, 규암 등으로 구성되며 대규모 우수향 주향 이동성 연성전단운동에 의해 형성된 압쇄구조면과 Z형 비대칭 습곡 구조가 발달한다. 봉화군 명호면 지역에서 원남층군은 석영-장석 편마암과 석회암, 천매암으로 구성되며 압쇄엽리가 발달한다. 선캄브리아기의 압쇄된 변성암의 백운모에 대한 칼륨-아르곤 연대 측정 결과는 162~168 Ma, 148~155 Ma 및 136 Ma 3개 집단으로 구분되며 이는 원남층군 분포지 북측의 엽리상 화강암과 비슷한 연대로 변형 시기를 반영한다. 장군봉 지역의 고생대 변성퇴적암(조선 누층군 장산 규암층, 평안 누층군)에는 2회의 변성작용이 인지되는데 두번째 변성작용은 예천전단대 형성과 관련하여 발생해 변성퇴적암에 동-서 방향의 광물분대를 형성시켰다.

## 같이 보기
- 한국의 단층
  - 호남전단대
  - 안동 단층
- 한국의 지질
  - 상주시의 지질
  - 예천군의 지질
  - 영주시의 지질
  - 안동시의 지질
  - 봉화군의 지질
  - 영양군의 지질
  - 울진군의 지질